# Donghua (köping i Gansu)
Donghua (kinesiska: 东华) är en köping i nordvästra Kina. Den ligger i staden Huating i Pingliang i provinsen Gansu,  omkring 270 kilometer öster om provinshuvudstaden Lanzhou.